# Костенко, Юрий Александрович
Юрий Алекса́ндрович Костенко́ (28 марта 1952—18 июля 1992) — советский и приднестровский военный и политический деятель, ранее - советский офицер в звании подполковника. С декабря 1991-го командир Второго Бендерского батальона.

## Биография
Юрий Костенко рос в детском доме на Дальнем Востоке. Военную карьеру начал после окончания военного училища.

## Война в Афганистане
Во время войны в Афганистане, Юрий Костенко дослужился до звания подполковника. В боевых действиях участвовал командуя десантно-штурмовым батальоном. Получил несколько ранений, был награждён двумя орденами Красного Знамени и орденом Красной Звезды.

## Пенсия
После командировки в Афганистан, вернулся в Тирасполь, где недолго служил в 14-й армии, но был отправлен в запас. Точной причины такого решения командования нет. Военный пенсионер Костенко создал в Бендерах кооператив, который снабжал потребителей запчастями с российских автозаводов, в том числе и городской отдел милиции ( впоследствии переименованной в полицию ). По свидетельству начальника ГОП ( городского отдела полиции ) Виктора Гуслякова, первоначально Костенко производил впечатление дружелюбного, вменяемого и практичного человека: «Я обращался к нему с просьбой привезти подешевле запчасти для транспорта горотдела, с ним легко было договариваться, он не был похож на человека с психическими проблемами. Мы познакомились, когда Костенко попросил защитить его предприятие от рэкетиров, были приняты меры... Но когда Костенко пригласили возглавить 2-й бендерский батальон приднестровской гвардии и пообещали погоны полковника – он сразу же изменился. Именно он руководил первым штурмом ГОП в декабре 1991 года».

## Война в Приднестровье
Юрий Костенко участвовал в войне как командир второго Бендерского батальона, которым значился до самого расформирования батальона. Принимал участие в боях за Бендеры, вместе с отрядом "Дельта" и казаками Дриглова. Батальон был одним из лучших и подготовленных среди подразделений гвардии. Численность батальона на 1992 год — от 250 до 300 человек. Во время вооружённого противостояния с Молдавией состоял из штаба, взвода разведки, трёх стрелковых рот, роты обеспечения, приданного взвода территориального спасательного отряда и радиоподразделения.
Деятельность батальона в настоящее время неоднозначно оценивается в Приднестровье, поскольку (по официальной версии) тот под руководством Костенко принимал участие в грабежах и мародёрстве, (по версии приверженцев Мемориала), но именно благодаря батальону Костенко город Бендеры удалось удержать. Также существует версия о том, что эскалацию военных действий в Бендерах в июне 1992 года вызвали действия Костенко, что отнюдь неверно. Согласно данным правозащитной организации «Мемориал» со слов военного коменданта ПМР М. Бергмана, в батальоне служили люди, ранее отбывавшие заключение, но доказательств этой версии не предоставляется.
Во время конфликта Костенко был в двойном подчинении: с одной стороны военного командования, с другой стороны руководства города. За несколько дней до трагических событий 19 июня, молдавская техника начала стягиваться к окрестностям города, о чем докладывала разведка 2-го батальона. Руководство ПМР рассчитывало на соблюдение Молдовой соглашения о прекращении огня подписанного накануне, данное соглашение также предписывало вывести все войска с территории города. К предупреждениям Костенко и руководства Бендер о невозможности оставить город безоружным не прислушались. В результате основная часть приднестровских войск и техники покинули город, в Бендерах осталось порядка 60 гвардейцев батальона. Это привело к невозможности отражения молдавского наступления на город. Город практически был взят, кроме некоторых очагов сопротивления. После боя за мост и ввода приднестровских войск в Бендеры Костенко выступил с резкой критикой руководства Приднестровья, за то что по их вине город остался беззащитным. Сам Юрий Костенко 16 июля после событий в Бендерах был обвинён прокуратурой ПМР в незаконной торговле оружием, мародёрстве и военных преступлениях и позже задержан, а 2-й Бендерский батальон расформирован.

## Смерть
18-го июля 1992 года, машина Юрия Костенко подверглась нападению со стороны неизвестных, с использованием огнестрельного оружия. Машина была расстреляна из автоматического оружия и сожжена. Тело Костенко полностью обгорело, у него отсутствовали кисти рук. Так и неизвестно, кто убил приднестровского офицера.